# Unterroggenburger Wald
Unterroggenburger Wald – obszar wolny administracyjnie (gemeindefreies Gebiet) w Niemczech w kraju związkowym Bawaria, w rejencji Szwabia, w regionie Donau-Iller, w powiecie Neu-Ulm. Obszar jest niezamieszkany.